# Felipe Polleri
Felipe Polleri, né le 21 juin 1953 à Montevideo, est un écrivain uruguayen.

## Biographie
Diplômé de bibliologie, il travaille d’abord à la Bibliothèque nationale de l'Uruguay à Montevideo, avant de se consacrer entièrement à l’écriture à partir de 1995.
Depuis 2003, il collabore régulièrement à El País Cultural.
Il s’inscrit dans le groupe des « bizarres », son œuvre se caractérise par un néo-expressionnisme féroce.
Il est l’auteur d’une dizaine de livres publiés en Uruguay : Carnaval (1990), Colores (1991), Amanecer en Lisboa (1998), El rey de las cucarachas (2001), Vidas de los artistas (2001), El alma del mundo (2005), Gran ensayo sobre Baudelaire (Hum, 2007), La inocencia (Hum, 2008), ¡Alemania, Alemania! (Hum, 2013).
Son livre Los sillones marchitos (Hum, 2012) est son premier livre traduit en français. Il paraît en France en 2013 aux éditions Christophe Lucquin Éditeur sous le titre L’Ange gardien de Montevideo.

## Œuvres
- L’Ange gardien de Montevideo, Christophe Lucquin Éditeur, 2013  (ISBN 978-2-36626-011-3)
- Baudelaire, Christophe Lucquin Éditeur, 2014  (ISBN 978-2-36626-015-1)